# 尾澤主一
尾澤 主一（おざわ しゅいち、1858年 - 1889年6月21日）は、日本の医師、医学者（小児科学）。学位は医学士（東京大学・1883年）。姓の「澤」は「沢」の旧字体のため、新字体で尾沢 主一（おざわ しゅいち）とも表記される。旧姓は陣ノ內（じんのうち）。旧姓の「內」は「内」の旧字体のため、新字体で陣ノ内（じんのうち）とも表記される。
帝国大学医科大学助手などを歴任した。

## 概要
武蔵国出身の医師である。東京大学医学部で学び、帝国大学医科大学にて小児科を担当した。また、ドイツ国の医学者であるカール・シュローダーの著作の翻訳を手掛けるなど、西洋の進んだ医療を紹介し、大日本帝国の医学の発展に尽力した。ドイツ国に留学したものの病にかかり、帰国途上に清で客死した。

## 来歴

### 生い立ち
1858年（安政年間）、武蔵国にて生まれ、江戸府内で暮らしていた。生家である陣ノ內家は佐賀県にルーツがあるが、のちに東京府の尾澤家の養子となった。明治維新後の新しい世において医学で身を立てようと志し、国が設置した官立大学である東京大学に進学し、医学部にて学んだ。1883年（明治16年）、東京大学を卒業した。それに伴い、医学士の学位を取得した。医学部からは、河本重次郎、大谷周菴、内田守一、隈川宗雄、齋藤為信、川原汎、磯彜、北里柴三郎、池田陽一、高橋盛寧、浦島堅吉、山根文策、中山專太郎、緒方太郎、木村孝藏、佐々木曠、川俣四男也、岩佐登彌太、鶴崎平三郎、千原春甫、劉小一郎、南二郎、眞部於菟也、淺田决、黑柳精一郎、の25名が尾澤とともに卒業している。いずれも明治、および、大正年間の医学界を担う人材となった。大学卒業後、養家である尾澤家の娘と正式に結婚し、娘婿となった。その際、東京府牛込区の邸宅に、河本重次郎や高橋盛寧ら同級生を招いたという。

### 医学者として

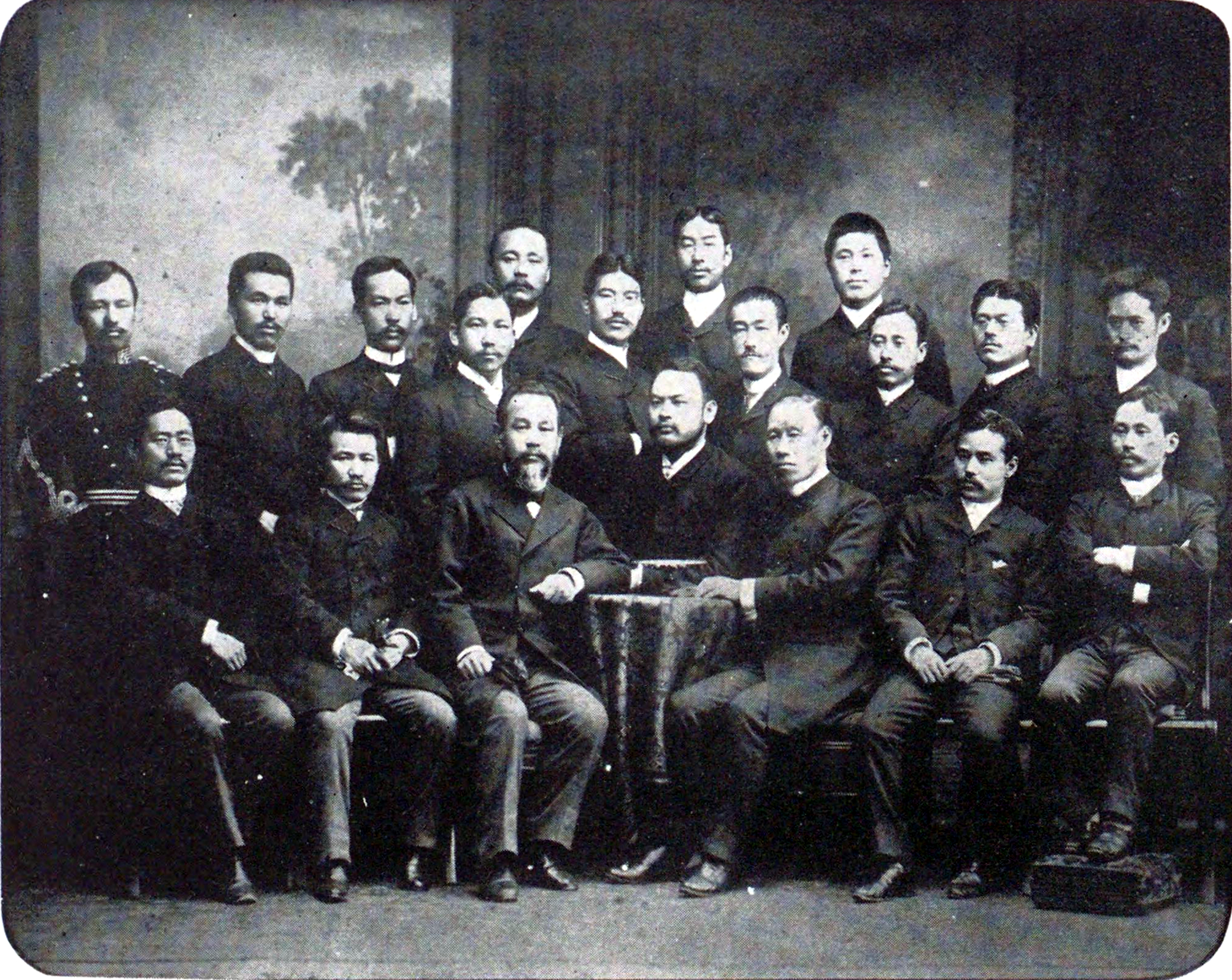
1888年、プロイセン王国ベルリン市にて日本人留学生と。前列左より河本重次郎、山根正次、田口和美、片山國嘉、石黑忠悳、隈川宗雄、尾澤。中列左から森林太郎、武島務、中濱東一郎、佐方潜蔵（のち侍医）、島田武次（のち宮城病院産科長）、谷口謙、瀬川昌耆、北里柴三郎、江口襄。後列左から濱田玄達、加藤照麿、北川乙治郎

大学卒業後は、内科医として活動するとともに、医学者としても活躍した。母校である東京大学医学部が帝国大学医科大学として改組されると、そこで小児科を担当した。なお、同級生だった河本重次郎が帝国大学医科大学で外科を担当していたことから、双方がともに宿直のときは議論に花を咲かせたという。その後、より深く医学を学びたいと考え、帝国大学を辞す決意を固めた。
1888年（明治21年）4月、ヨーロッパの進んだ内科学を研究するため、フリードリヒ三世皇帝治世下のドイツ国に留学した。当時のドイツ国は、ヴィルヘルム一世皇帝の崩御により、同年3月9日にフリードリヒ三世が帝位に就いたばかりであった。しかし、同年6月15日にはフリードリヒ三世皇帝も崩御し、代わってヴィルヘルム二世が即位するなど、激動の時代であった。ドイツ国は連邦国家であり、複数の国によって構成されているが、そのなかで最も勢力が強いのがプロイセン王国であった。尾澤はプロイセン王国に住むことにし、同国の首都であり、かつ、ドイツ国全体の首都でもあるベルリンにて医学を学び始めた。当時のドイツ国には、かつての同級生である河本重次郎、隈川宗雄、北里柴三郎をはじめ、のちに文豪として知られるようになる森林太郎など、多数の日本人医学生が留学していた。石黑忠悳がベルリンを訪問した際、尾澤や河本、隈川、北里、森ら日本人留学生とともに撮影した写真が遺されている。
その後、病魔により体調を崩すようになった。肺炎と診断されたことから、療養のためいったん帰国することにした。しかし、帰国の途上、1889年（明治22年）6月21日に清の上海の旅館にて死去した。墓所は染井霊園。

## 研究

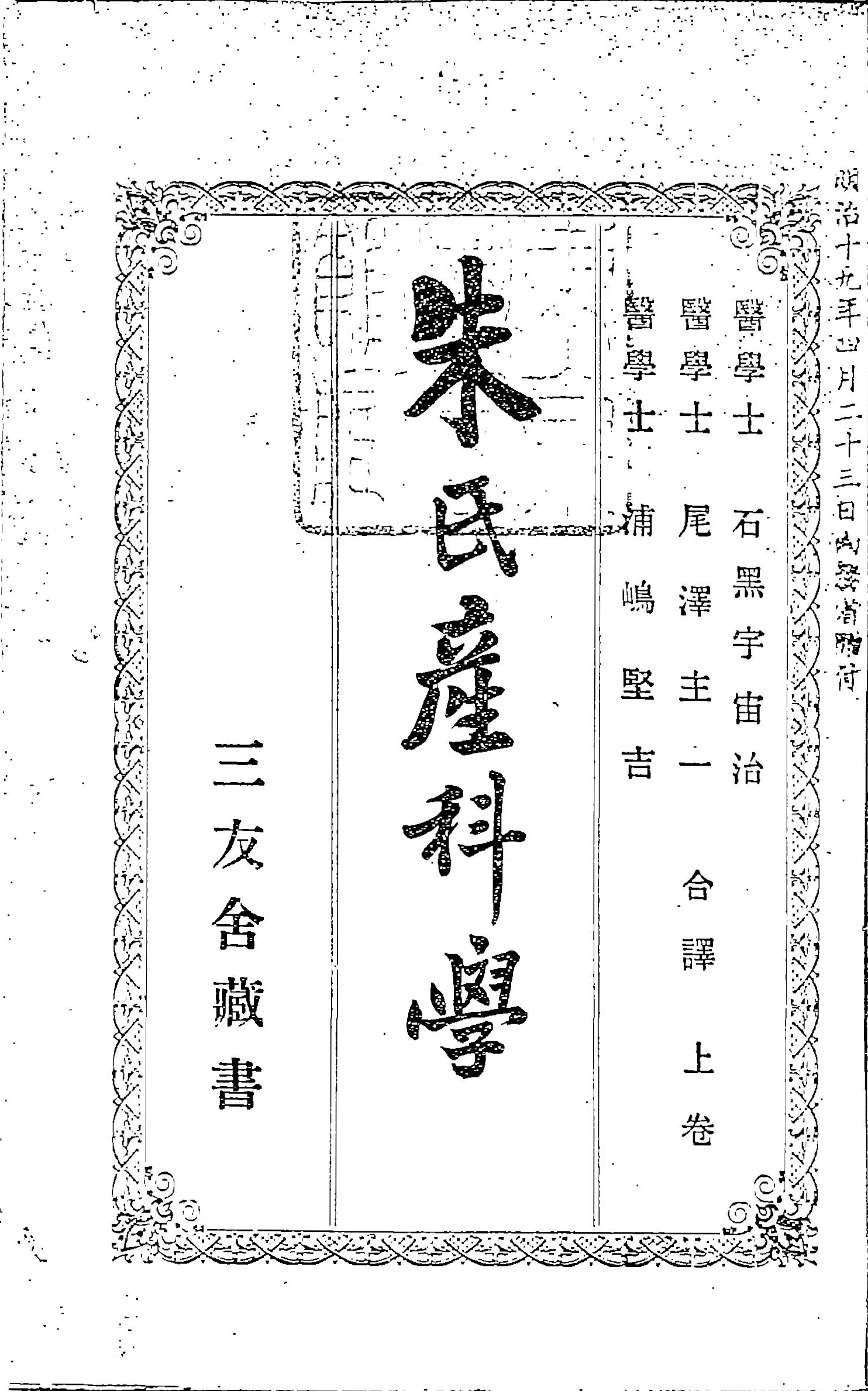
『朱氏産科學』上巻の表紙

専門は医学であり、特に小児科学に関する分野の研究に従事した。また、ヨーロッパの医学を紹介するため、専門書や学術書の和訳にも取り組んだ。たとえば、石黒宇宙治や浦嶋堅吉とともに、ドイツ国の医学者であるカール・シュローダーの著作の翻訳に取り組んだ。その成果は、1886年（明治19年）から1888年（明治21年）にかけて『朱氏産科學』として纏められた。なお、『朱氏産科學』は上下巻構成であるが、下巻があまりに大部であるため、下巻をさらに「坤」と「乾」の2つに分けている。また、カール・シュローダーの氏名は「カール・シロイテル」と表記したり、姓を当て字で「朱魯逸垤兒」と表記している。同書はヨーロッパの最新の産科学を紹介する本格的な専門書であり、明治時代の学術書としてよく知られている。

## 顕彰
明治時代の医家が多数埋葬されていることで知られる染井霊園に葬られており、「醫學士尾澤主一之墓」が建立されている。周囲には尾澤氏の墓も多く、すぐ横に薬種商の尾澤良甫を顕彰する石碑も建立されている。なお、主一は東京府牛込区牛込筑土八幡町に住んでいたが、良甫も同じく牛込筑土八幡町に住んでいた。

## 略歴
- 1858年 - 武蔵国にて誕生。
- 1883年 - 東京大学医学部卒業[1]。
- 1888年 - ドイツ国に留学[5]。
- 1889年 - 上海にて死去[5]。

## 著作

### 翻訳
- 石黑宇宙治・尾澤主一・浦嶋堅吉飜譯『朱氏産科學』上巻、嶋村利助・同支店、1886年。
- 石黑宇宙治・尾澤主一・浦嶋堅吉飜譯『朱氏産科學』下巻乾、嶋村利助・同支店、1887年。
- 石黑宇宙治・尾澤主一・浦嶋堅吉飜譯『朱氏産科學』下巻坤、嶋村利助・同支店・南江堂、1888年。

### 講演録
- 尾澤主一講述、瀨尾昌索筆記『小児科學』瀨尾昌索、1892年。

### 註釈
1. ↑  東京大学は帝国大学を経て東京帝国大学となり、のちに新たな東京大学の源流の一つとなった。
2. ↑  東京大学医学部は帝国大学医科大学を経て東京帝国大学医科大学、東京帝国大学医学部となり、のちに新たな東京大学医学部の源流の一つとなった。
3. ↑  1883年当時、医学士は学位であったが、その後、医学士は称号となった。のちの学士（医学）の学位に相当する。
4. ↑  帝国大学医科大学は、東京帝国大学医科大学を経て東京帝国大学医学部となり、のちに新たな東京大学医学部の源流の一つとなった。

## 関連人物
- 石黒忠悳
- 尾澤良甫
- 北里柴三郎
- 隈川宗雄
- 河本重次郎
- 森鷗外